# Zdzisław Załuski
Zdzisław Załuski herbu Junosza (ur. 17 lutego 1870 w Otwinowie, pow. dąbrowskim, zm. w 1944 w Krakowie) – tytularny generał brygady Wojska Polskiego.

## Życiorys
Kształcił się na Węgrzech i Słowacji. W latach 1886–1890 był sluchaczem Szkoły Kadetów w Bratysławie. Od 1890 roku pełnił zawodową służbę wojskową w cesarskiej i królewskiej armii. Służył w pułkach strzelców cesarskich. Po ukończeniu Theresianum w 1899 do 1903 był w niej instruktorem szermierki. W 1912 został przeniesiony do Galicyjskiego Pułku Piechoty Nr 58 w Stanisławowie, który był jego oddziałem macierzystym przez kolejnych sześć lat. W latach 1912–1913 wziął udział w mobilizacji sił zbrojnych Monarchii Austro-Węgierskiej, wprowadzonej w związku z wojną na Bałkanach. W czasie I wojny światowej dowódca batalionu. W 1918, w Lublinie, był komendantem batalionu zapasowego 58 IR. W czasie służby w c. i k. Armii awansował na kolejne stopnie w korpusie oficerów piechoty: kapitana (1 maja 1906), majora (1 maja 1915) i podpułkownika (1 maja 1917).
W tym samym batalionie służbę pełnił Kazimierz Brończyk, były podoficer I Brygady Legionów Polskich, który negatywnie i subiektywnie odniósł się do swego ówczesnego przełożonego pisząc, że „Dowódcą „zapasówki”, liczącej ponad 4 tysiące ludzi był ppłk hr. Z. o pięknym polskim nazwisku i imieniu, ale nie umiejącym ponoć słowa po polsku, jako że urodził się na Węgrzech i był żonaty z Węgierką. Uważał się chyba za Niemca-Austriaka. Żołnierze nie lubili go serdecznie. Na froncie spisywał się, jak mi opowiadano, niezbyt dzielnie, więc przeniesiono go na tyły i teraz tu w Lublinie grozę, jakiej nie umiał szerzyć w szeregach nieprzyjaciela, siał wśród własnych żołnierzy, ażeby utrzymać dyscyplinę, załamującą się coraz bardziej w tych ostatnich miesiącach wojny. Stosował przewidziane w regulaminie, ale już nie praktykowane od kilku lat tortury, takie jak „Anbinden” (przywiązywanie do słupka w ten sposób, że delikwent dotykał ziemi tylko końcami palców) oraz „szpangi” (Schpangen) (coś jakby dyby, tylko na stojąco), zamykał do „einzla” (samotnego aresztu), ogłuszał krzykiem, a nade wszystko toczył straszliwie oczyma, ruszając przy tym rytmicznie pokaźnymi wąsami, zaczesanymi pod ostrym kątem do góry, jak u Kajzera Wilhelma. Był wysoki i smukły”.
W listopadzie 1918, w Wiedniu, zgłosił akces do Wojska Polskiego. Do marca 1919 pozostawał w rezerwie Dowództwa Okręgu Generalnego „Kraków”. 13 marca 1919 objął dowództwo III batalionu 16 pułku piechoty, na czele którego bronił Śląska przed zakusami Czechów. W latach 1919–1920 na froncie bolszewickim dowódca 16 pułku piechoty oraz XXVI i XXXVI Brygady Piechoty (od 22 maja do 20 września 1920). Pułkownik z 1920. Odznaczył się i mimo pomówień o niepolskie pochodzenie wysoko ceniony jako dowódca i doświadczony oficer. 
Po wojnie bolszewickiej dowódca 62 pułku piechoty. 3 maja 1922 zweryfikowany został w stopniu pułkownika ze starszeństwem z dniem 1 czerwca 1919 i bardzo wysoką – 3 lokatą w korpusie oficerów piechoty. Następnie pełnił służbę na stanowisku Powiatowej Komendy Uzupełnień Bydgoszcz. 23 maja 1923 został przydzielony do Dowództwa Okręgu Korpusu Nr IX w Brześciu na stanowisko Szefa Poborowego. W grudniu 1924 został przesunięty ze zlikwidowanego Szefostwa Poborowego na stanowisko inspektora poboru DOK IX. Z dniem 15 kwietnia 1925 został przydzielony do macierzystego 62 pułku piechoty z równoczesnym odkomenderowaniem na III trzymiesięczny kurs oficerów sztabowych piechoty w Grupie. W sierpniu tego roku został przeniesiony służbowo do Dowództwa 20 Dywizji Piechoty w Baranowiczach, do dyspozycji dowódcy. Później został mianowany dowódcą piechoty dywizyjnej 20 DP. Pełniąc służbę w Brześciu i Baranowiczach pozostawał oficerem nadetatowym 62 pp. 14 października 1926 został zwolniony z zajmowanego stanowiska i przeniesiony służbowo do dyspozycji dowódcy Okręgu Korpusu Nr IX.
5 lutego 1927 Prezydent RP mianował go generałem brygady, wyłącznie z prawem do tytułu, z dniem przeniesienia w stan spoczynku – 30 kwietnia 1927. Na emeryturze mieszkał w Cieszynie przy ulicy 3 Maja 8.

## Ordery i odznaczenia
- Order Korony Żelaznej 3 klasy z dekoracją wojenną i mieczami[2]
- Krzyż Zasługi Wojskowej 3 klasy z dekoracją wojenną i mieczami[2]
- Signum Laudis Srebrny Medal Zasługi Wojskowej z mieczami na wstążce Krzyża Zasługi Wojskowej dwukrotnie[2]
- Signum Laudis Brązowy Medal Zasługi Wojskowej z mieczami na wstążce Krzyża Zasługi Wojskowej[2]
- Krzyż Wojskowy Karola[2]
- Krzyż za 25-letnią służbę wojskową dla oficerów
- Brązowy Medal Jubileuszowy Pamiątkowy dla Sił Zbrojnych i Żandarmerii
- Krzyż Jubileuszowy Wojskowy
- Krzyż Pamiątkowy Mobilizacji 1912–1913[14]